# Hilda Bernard
Hilda Sarah Bernard (ur. 29 października 1920 w Puerto Deseado, zm. 20 kwietnia 2022 w Buenos Aires) – argentyńska aktorka. W trakcie kariery występowała w radiu, teatrze i filmach kinowych, jednak największą popularność zdobyła dzięki rolom telewizyjnym.

## Życiorys

### Początki
Bernard urodziła się w Puerto Deseado w prowincji Santa Cruz w Argentynie. Jest córką Anglika i Austriaczki. Jej bracia: Raquel i Jorge byli graczami rugby. Po ukończeniu szkoły średniej uczęszczała do National Conservatory of Dramatic Art, ale szybko zdecydowała się opuścić jej mury i uczyć się aktorstwa pod okiem takich aktorów jak Antonio Cunill Cabanellas czy María Rosa Gallo. W 1941 r. otrzymała pierwszą rolę w Cervantes National Theater, jako sprzedawczyni ciastek w sztuce Martín Fierro.
W 1942 r. Bernard pojawiła się w radiu, podpisała kontrakt z Radio El Mundo, w którym emitowano kilka seriali z jej udziałem. W filmie zagrała po raz pierwszy w 1952 r. Pierwsze obrazy z jej udziałem to Mala Gente i Esos que dicen amarse. Dzięki nim Bernard zyskała rozpoznawalność i wzięła udział w promującym je tournée po kraju.

### Lata 60. – 80.
Rozkwit jej kariery przypadł na lata 60., kiedy to pojawiła się w argentyńskiej telewizji. Wystąpiła m.in. w Los suicidios constantes (1961),Su comedia favorita (1965), Mujeres en presidio (1967), Muchacha italiana viene a casarse (1969), Alta comedia (1971) czy w Malevo (1972).
Z sukcesami występowała także w teatrze, np. w Amanda Viale. W 1976, zagrała w telewizyjnej wersji sztuki El amor tiene cara de mujer, która jednak zdobyła takiego uznania, jak oryginał. Wraz z aktorką Amelią Bence współtworzyła program Las 24 Horas, emitowany w latach 1981–1985.
Kolejne spektakle z jej udziałem to Cuarteto, Fetiche, Mujeres por la identidad, Cien años de Belgrano, El último encuentro i in. Wystąpiła także w 20 filmach, np. Vení conmigo (1973); w komedii Autocine Mon amour (1972);  Enigma de mujer (1956); Historia de una soga (użyczyła swojego głosu) czy Mala Gente. Jej popularność ugruntowały role serialowe z lat 80.: zagrała Anę w El camionero y la dama, Amelię Arocha w Marii, Giovannę w Mujer comprada i Felicianę w Namiętnościach.

### Późniejsze lata
Od lat 90. Bernard zaczęła pojawiać się w rolach bardziej dopasowanych do jej wieku. Wystąpiła w emitowanych w Polsce telenowelach: Celeste (jako Amanda Sadowska) i Manuela (jako Madame Guerrero).
Pojawiała się także w serialach młodzieżowych: Chiquititas (1995–1997), Los Simuladores (2002), Rebelde Way (2002-2003) i Floricienta (2004-2005), dzięki którym stała się znana również młodszemu pokoleniu. Rolą we Floricienta wywalczyła nagrodę Martín Fierro Award w 2003 r. W 2004 r. występowała także w argentyńskiej adaptacji sitcomu Pomoc domowa nazwanej La Niñera. Odtwarzała rolę matki głównej bohaterki granej przez Mercedes Morán.
W 2005 r., w wieku 84 lat podpisała kontrakt z Chacarera Theatre na występy w sztuce Cuando te mueras del todo, w której zagrała starą hipiskę. W tym samym roku wróciła do telewizji rolą w telenoweli Se dice de amor. Dwa lata później pojawiła się w Fetiche, dramacie biograficznym reżysera Jose María Muscari.
Wystąpiła również w 12 odcinkach Los exitosos Pells stacji Telefé i w miniserialu Dromo – thrillerze fantasy z 2009 r. Za rolę w tym drugim była nominowana do nagrody Martín Fierro Award w kategorii "Najlepsza aktorka w filmie tv lub miniserialu" – była to kolejna, po Marii, rola osoby chorej psychicznie w jej dorobku. W 2010 r. otrzymała za całokształt twórczości nagrodę Marii Guerrero.

## Życie osobiste
Bernard wyszła za mąż za producenta, scenarzystę i reżysera Jorge Gonçalveza, oraz za Horacio Zeladę – prezesa argentyńskiego związku nadawców. W 2014 przeszła udar mózgu, jednakże bez większych powikłań, a w 2020 zachorowała na COVID-19. Zmarła 20 kwietnia 2022 w wieku 101 lat. Miała córkę, Patricię; trójkę wnuków i jednego prawnuka.